# Benque (Alto Garona)
Benque (em occitano:  Benca) é uma comuna francesa na região administrativa da Occitânia, no departamento do Alto Garona. Estende-se por uma área de 11.3 km², com 164 habitantes, segundo o censo de 2018, com uma densidade de 15 hab/km².